# Charles Gardner
Pour les articles homonymes, voir Gardner.
Charles Austin Gardner, né le 6 janvier 1896 à Lancaster et mort le 24 février 1970 à Subiaco (en), est un botaniste australien.